# Fimauto Valpolicella 2014-2015
Questa pagina raccoglie i dati riguardanti l'Associazione Sportiva Dilettantistica Fimauto Valpolicella nelle competizioni ufficiali della stagione 2014-2015.

## Stagione
Prima dell'inizio della stagione la presidentessa Flora Bonafini annuncia un cambio nella direzione tecnica della squadra, affidata a Paolo Fracassetti che rileva Antonietta Formisano che l'aveva allenata nella stagione precedente in Serie A, al quale in seguito nel ruolo di allenatore dei portieri si affianca Luca Bittante, proveniente dal Somma maschile. La sessione estiva di calciomercato vede la società molto attiva, con nuovi inserti nel reparto arretrato e il ritorno dell'attaccante Debora Mascanzoni, che già aveva vestito la maglia dell'allora Valpo Pedemonte nel periodo 2007-2009, svincolata dopo che il Real Bardolino aveva rinunciato all'iscrizione.
La stagione agonistica inizia con la Coppa Italia, dove il Fimauto Valpolicella accede dalla fase eliminatoria a gironi. La squadra, inserita tra i triangolari nel girone D, riesce a vincere di misura il primo incontro con il Franciacorta, prossimo avversario anche in campionato, con rete di Valentina Boni al 42', ma non riesce ad arginare il ritorno dell'AGSM Verona, che incontra nel terzo turno allo Stadio Aldo Olivieri di Verona, dopo che era passato in vantaggio al 12' con Sara Zanotti, incontro terminato per 3-1 per le padrone di casa.

## Divise e sponsor
La divisa casalinga.... Lo sponsor principale è Fimauto, concessionaria automobilistica dei marchi BMW e Mini con sede a Verona.
| Casa | Trasferta | Terza tenuta |

## Organigramma societario
Dati tratti dal sito Football.it
Area amministrativa
- Presidente: Flora Bonafini
- Vice Presidente: Giulia Semenzin
- Consigliere: Federica Vilio
- Consigliere: Elena Cassani
- Direttore sportivo: Antonietta Formisano
- Segretario: Daniele Signori

Area tecnica
- Allenatore: Paolo Fracassetti
- Allenatore dei portieri: Luca Bittante

## Rosa
Rosa e ruoli come da sito Football.it
| N. |                   | Ruolo | Calciatrice        |
| -- | ----------------- | ----- | ------------------ |
|    | Italia (bandiera) | P     | Ylenia Colcera     |
|    | Italia (bandiera) | P     | Alice Pignagnoli   |
|    | Italia (bandiera) | P     | Federica Vilio     |
|    | Italia (bandiera) | D     | Alessia Bonati     |
|    | Italia (bandiera) | D     | Irene Cordioli     |
|    | Italia (bandiera) | D     | Giulia Righetti    |
|    | Italia (bandiera) | C     | Valentina Boni     |
|    | Italia (bandiera) | C     | Emanuela Carradore |
|    | Italia (bandiera) | C     | Chiara Cona        |
|    | Italia (bandiera) | C     | Lisa Galvan        |
|    | Italia (bandiera) | C     | Sara Magnaguagno   |
|    | Italia (bandiera) | C     | Ilaria Rigon       |

| N. |                   | Ruolo | Calciatrice         |
| -- | ----------------- | ----- | ------------------- |
|    | Italia (bandiera) | C     | Irene Tombola       |
|    | Italia (bandiera) | C     | Marica Usvardi      |
|    | Italia (bandiera) | C     | Giulia Zaccaria     |
|    | Italia (bandiera) | C     | Sara Zanotti        |
|    | Italia (bandiera) | A     | Martina Battocchio  |
|    | Italia (bandiera) | A     | Sara Capovilla      |
|    | Italia (bandiera) | A     | Federica Chinello   |
|    | Italia (bandiera) | A     | Giulia Cordioli     |
|    | Italia (bandiera) | A     | Debora Mascanzoni   |
|    | Italia (bandiera) | A     | Giulia Pizzolato    |
|    | Italia (bandiera) | A     | Beatrice Vittadello |

## Calciomercato

### Sessione estiva
| Acquisti | Acquisti           | Acquisti            | Acquisti   |
| R.       | Nome               | da                  | Modalità   |
| -------- | ------------------ | ------------------- | ---------- |
| P        | Ylenia Colcera     | Fortitudo Mozzecane | prestito   |
| P        | Alice Pignagnoli   | Atletico Oristano   | definitivo |
| D        | Alessia Bonati     | Atletico Oristano   | definitivo |
| D        | Irene Cordioli     | Fortitudo Mozzecane | definitivo |
| D        | Marica Usvardi     | Real Meda           | definitivo |
| A        | Martina Battocchio | AGSM Verona         | definitivo |
| A        | Debora Mascanzoni  | Real Bardolino      | definitivo |

| Cessioni | Cessioni            | Cessioni          | Cessioni   |
| R.       | Nome                | a                 | Modalità   |
| -------- | ------------------- | ----------------- | ---------- |
| P        | Francesca De Beni   | Hellas Monteforte | definitivo |
| P        | Ilaria Toniolo      | AGSM Verona       | definitivo |
| D        | Cristiana Casarotto | ???               | definitivo |

## Risultati

### Serie B

#### Girone di andata
| Arbitro: | Tommaso Betta (Bolzano) |

|             |           |             |
| Tombola 79’ | Marcatori | 37’ Longoni |

| Arbitro: | Marco Acampora (Schio) |

|  |           |                                                                  |
|  | Marcatori | 10’ (rig.), 29’, 58’ Boni 12’, 50’ Mascanzoni 21’, 42’ Capovilla |

| Arbitro: | Davide Barozzi (Rovereto) |

|         |           |            |
| Boni 7’ | Marcatori | 46’ Muraro |

| Arbitro: | Marco Bozzo (San Donà di Piave) |

|                |           |                                 |
| Pasqualini 27’ | Marcatori | 1’, 43’, 75’ Capovilla 12’ Boni |

| Arbitro: | Massimiliano Aly (Lodi) |

|                                                       |           |             |
| Mascanzoni 8’ Capovilla 30’ Zanotti 84’ Boni 89’, 90’ | Marcatori | 48’ Rasetti |

| Arbitro: | Ruggiero Repetto (Chiavari) |

|                        |           |                            |
| De Luca 82’ Sironi 85’ | Marcatori | 29’ Capovilla 75’ Cordioli |

| Arbitro: | Francesco Alberti (Imola) |

|                                       |           |  |
| Mascanzoni 32’ Carradore 63’ Boni 89’ | Marcatori |  |

| Arbitro: | Armando Ongarato (Castelfranco Veneto) |

|                  |           |                             |
| Dallagiacoma 57’ | Marcatori | 67’ Capovilla 86’ Carradore |

| Arbitro: | Mattia Barbolini (Modena) |

|                                                  |           |  |
| Tombola 24’ Capovilla 40’ Boni 76’ Pizzolato 83’ | Marcatori |  |

| Arbitro: | Ludwig Raus (Brescia) |

|  |           |                |
|  | Marcatori | 18’ Battocchio |

| Arbitro: | Giorgio Lazzaroni (Udine) |

|                                        |           |  |
| Tombola 39’ Battocchio 42’ Zanotti 64’ | Marcatori |  |

| 21 dicembre 2014 Turno di riposo |  | – |  |  |

| Arbitro: | Giorgio Ravera (Lodi) |

|                            |           |               |
| Longo 25’ Calvo 90’ (rig.) | Marcatori | 30’ Carradore |

#### Girone di ritorno
| Arbitro: | Riccardo Dell'Oca (Como) |

|             |           |  |
| Coppola 45’ | Marcatori |  |

| Arbitro: | Alain Bontadi (Trento) |

|                                                                      |           |  |
| Carradore 19’ Battocchio 44’ Boni 60’, 71’ Capovilla 64’ Usvardi 78’ | Marcatori |  |

| Arbitro: | Mattia Caldera (Como) |

|              |           |                                      |
| Sandrini 46’ | Marcatori | 36’, 47’, 64’ Battocchio 66’ Tombola |

| Arbitro: | Alessandro Di Graci (Como) |

|                                                                                       |           |                                  |
| Bonati 3’ Boni 16’, 19’ Cristelli 36’ (aut.) Tombola 46’ Capovilla 50’ Battocchio 67’ | Marcatori | 15’ Pasqualini 65’ (rig.) Manica |

| Arbitro: | Niccolò Panozzo (Castelfranco Veneto) |

|                                 |           |                                          |
| Maselli 35’ Faccioli 88’ (rig.) | Marcatori | 2’ Tombola 47’ Carradore 75’ (rig.) Boni |

| Arbitro: | Tommaso Betta (Bolzano) |

|  |           |                             |
|  | Marcatori | 61’ De Luca 74’ (rig.) Fusi |

| Arbitro: | Massimiliano Aly (Lodi) |

|  |           |                |
|  | Marcatori | 47’ Battocchio |

| Arbitro: | Paolo Messaggi (Crema) |

|               |           |                                    |
| Boni 30’, 39’ | Marcatori | 23’ (rig.) Vivirito 33’ Pasqualini |

| Arbitro: | Giorgio Ravera (Lodi) |

|             |           |                                            |
| Zangari 30’ | Marcatori | 21’ Battocchio 68’ Carradore 75’, 84’ Boni |

| Arbitro: | Matteo Paggiola (Legnago) |

|                                                                           |           |            |
| Carradore 2’ Chinello 8’ Zanotti 46’ Magnaguagno 69’ Usvardi 71’ Boni 87’ | Marcatori | 73’ Kofler |

| Arbitro: | Alessandro Di Graci (Como) |

|  |           |                              |
|  | Marcatori | 24’ Capovilla 49’ Battocchio |

| 19 aprile 2015 Turno di riposo |  | – |  |  |

| Arbitro: | Marco Bozzo (San Donà di Piave) |

|                        |           |                      |
| Boni 11’ Pizzolato 90’ | Marcatori | 24’ Wolleb 24’ Longo |

### Coppa Italia

#### Fase eliminatoria a gironi
Triangolari - Girone D
| Arbitro: | Carmine Luciano (Bologna) |

|          |           |  |
| Boni 42’ | Marcatori |  |

| Arbitro: | Alessandro Di Graci (Como) |

|                                        |           |             |
| Panico 31’ Gelmetti 54’ Di Criscio 73’ | Marcatori | 12’ Zanotti |

## Statistiche

### Statistiche di squadra
| Competizione | Punti | In casa | In casa | In casa | In casa | In casa | In casa | In trasferta | In trasferta | In trasferta | In trasferta | In trasferta | In trasferta | Totale | Totale | Totale | Totale | Totale | Totale | DR  |
| Competizione | Punti | G       | V       | N       | P       | Gf      | Gs      | G            | V            | N            | P            | Gf           | Gs           | G      | V      | N      | P      | Gf     | Gs     | DR  |
| ------------ | ----- | ------- | ------- | ------- | ------- | ------- | ------- | ------------ | ------------ | ------------ | ------------ | ------------ | ------------ | ------ | ------ | ------ | ------ | ------ | ------ | --- |
| Serie B      | 53    | 12      | 7       | 4       | 1       | 40      | 12      | 12           | 9            | 1            | 2            | 31           | 11           | 24     | 16     | 5      | 3      | 71     | 23     | +48 |
| Coppa Italia | -     | 1       | 1       | 0       | 0       | 1       | 0       | 1            | 0            | 0            | 1            | 1            | 3            | 2      | 1      | 0      | 1      | 2      | 3      | -1  |
| Totale       | -     | 13      | 8       | 4       | 1       | 41      | 12      | 13           | 9            | 1            | 3            | 32           | 14           | 26     | 17     | 5      | 4      | 73     | 26     | +47 |

### Statistiche delle giocatrici
| Giocatore      | Serie B  | Serie B | Serie B     | Serie B    | Coppa Italia | Coppa Italia | Coppa Italia | Coppa Italia | Totale   | Totale | Totale      | Totale     |
| Giocatore      | Presenze | Reti    | Ammonizioni | Espulsioni | Presenze     | Reti         | Ammonizioni  | Espulsioni   | Presenze | Reti   | Ammonizioni | Espulsioni |
| -------------- | -------- | ------- | ----------- | ---------- | ------------ | ------------ | ------------ | ------------ | -------- | ------ | ----------- | ---------- |
| M. Battocchio  | 18       | 10      | 1           | 0          | ?            | ?            | ?            | ?            | 18+      | 10+    | 1+          | 0+         |
| A. Bonati      | 10       | 1       | 2           | 0          | ?            | ?            | ?            | ?            | 10+      | 1+     | 2+          | 0+         |
| V. Boni        | 23       | 20      | 0           | 0          | ?            | 1            | ?            | ?            | 23+      | 21     | 0+          | 0+         |
| S. Capovilla   | 23       | 12      | 1           | 0          | ?            | ?            | ?            | ?            | 23+      | 12+    | 1+          | 0+         |
| E. Carradore   | 24       | 7       | 3           | 0          | ?            | ?            | ?            | ?            | 24+      | 7+     | 3+          | 0+         |
| F. Chinello    | 8        | 1       | 0           | 0          | ?            | ?            | ?            | ?            | 8+       | 1+     | 0+          | 0+         |
| Y. Colcera     | 3        | -3      | 0           | 0          | ?            | ?            | ?            | ?            | 3+       | -3+    | 0+          | 0+         |
| C. Cona        | 1        | 0       | 0           | 0          | ?            | ?            | ?            | ?            | 1+       | 0+     | 0+          | 0+         |
| G. Cordioli    | 7        | 0       | 0           | 1          | ?            | ?            | ?            | ?            | 7+       | 0+     | 0+          | 1+         |
| I. Cordioli    | 16       | 1       | 1           | 0          | ?            | ?            | ?            | ?            | 16+      | 1+     | 1+          | 0+         |
| L. Galvan      | 23       | 0       | 1           | 0          | ?            | ?            | ?            | ?            | 23+      | 0+     | 1+          | 0+         |
| S. Magnaguagno | 23       | 1       | 3           | 1          | ?            | ?            | ?            | ?            | 23+      | 1+     | 3+          | 1+         |
| D. Mascanzoni  | 18       | 4       | 1           | 0          | ?            | ?            | ?            | ?            | 18+      | 4+     | 1+          | 0+         |
| A. Pignagnoli  | 21       | -20     | 1           | 0          | ?            | ?            | ?            | ?            | 21+      | -20+   | 1+          | 0+         |
| G. Pizzolato   | 11       | 2       | 0           | 0          | ?            | ?            | ?            | ?            | 11+      | 2+     | 0+          | 0+         |
| G. Righetti    | 5        | 0       | 0           | 0          | ?            | ?            | ?            | ?            | 5+       | 0+     | 0+          | 0+         |
| I. Rigon       | 21       | 0       | 1           | 0          | ?            | ?            | ?            | ?            | 21+      | 0+     | 1+          | 0+         |
| I. Tombola     | 20       | 6       | 4           | 0          | ?            | ?            | ?            | ?            | 20+      | 6+     | 4+          | 0+         |
| M. Usvardi     | 13       | 2       | 1           | 0          | ?            | ?            | ?            | ?            | 13+      | 2+     | 1+          | 0+         |
| F. Vilio       | 0        | -0      | 0           | 0          | ?            | ?            | ?            | ?            | 0+       | 0+     | 0+          | 0+         |
| B. Vittadello  | 1        | 0       | 0           | 0          | ?            | ?            | ?            | ?            | 1+       | 0+     | 0+          | 0+         |
| G. Zaccaria    | 17       | 0       | 2           | 0          | ?            | ?            | ?            | ?            | 17+      | 0+     | 2+          | 0+         |
| S. Zanotti     | 20       | 3       | 3           | 0          | ?            | 1            | ?            | ?            | 20+      | 4      | 3+          | 0+         |